# Hans Lüthi
Hans Lüthi (* 15. März 1939 in Solothurn) ist ein ehemaliger Schweizer Radrennfahrer und nationaler Meister im Radsport.

## Sportliche Laufbahn
Lüthi begann 1955 mit dem Radsport. 1960 qualifizierte er sich für die damalige A-Klasse der Amateure in der Schweiz mit dem Sieg in der Limmattal-Rundfahrt. 1964 konnte er den nationalen Titel im Strassenrennen gewinnen und ein Jahr später auch den Titel verteidigen. Zudem holte er sich mit seinem Verein den Titel im Mannschaftszeitfahren. 15 weitere Siege kamen in jener Saison dazu, u. a. zwei Etappensiege in der Mexiko-Rundfahrt. Seit 1963 startete er auch bei Steherrennen und konnte 1963 den dritten Platz in der nationalen Meisterschaft erringen. 1964 war er Teilnehmer der Olympischen Sommerspiele in Tokio, im olympischen Strassenrennen und im Mannschaftszeitfahren belegte er jeweils Platz 16. 1964 und 1965 war er jeweils Jahresbester in der Wertung des Verbandes der Schweiz.
1965 siegte er in der Meisterschaft von Zürich für Amateure. 1966 siegte er in der Niederösterreich-Rundfahrt. Bei den UCI-Strassen-Weltmeisterschaften 1966 auf dem Nürburgring belegte er im Strassenrennen der Amateure den 43. Platz.